# Antrostomus badius
Antrostomus badius là một loài chim trong họ Caprimulgidae.